# سل (ریزپردازنده)
سل (انگلیسی: Cell) یک معماری ریزپردازنده چندهسته‌ای که یک هسته معماری پاور چندمنظوره توان پایین را با عناصر کمک‌پردازنده که کاربردهای چندرسانه‌ای، پردازنده برداری و سایر اشکال محاسبات اختصاصی را به طور وسیعی شتاب می‌دهد ترکیب می‌کند که توسط سونی، توشیبا، آی‌بی‌ام که به اتحادی تحت نام "STI" شناخته می‌شود توسعه داده شده است.همچنین این پردازنده از معماری پردازنده پاور پی سی اپل(PowerPc) که بعد از اینکه اپل پردازنده پاور پی سی را (که پردازنده کامپیوتر های مک اپل قبل از سال 2006(1385)که این پردازنده بخاطر ضعیف بودن این پردازنده در مک با پردازنده های اینتل و ادونس میکرو دیوایس(ای ام دی) ،اپل (استیو جابز) مجبور شد با موتورولا و آی بی ام رابطه اش را کنار بگذارد و کامپیوتر های مک را با پردازنده های اینتل جایگزین کند ) منسوخ کرد،این پردازنده بعد از منسوخ شدن اوپن سورس ماند و با این حال شرکت های متعددی مثل مایکروسافت،سونی،کمودور و نینتندو و هیتاچی و توشیبا و آی بی ام و موتورولا،از معماری این پردازنده کپی کردند و برای دستگاه های متعددی مثل ps3 و psp،xbox360،wii ،wiiu،amiga بعنوان پردازنده آنها قرار دادند،پردازنده سل در واقع مدل قوی شده پردازنده پاور پی سی اپل است.

## نگارخانه

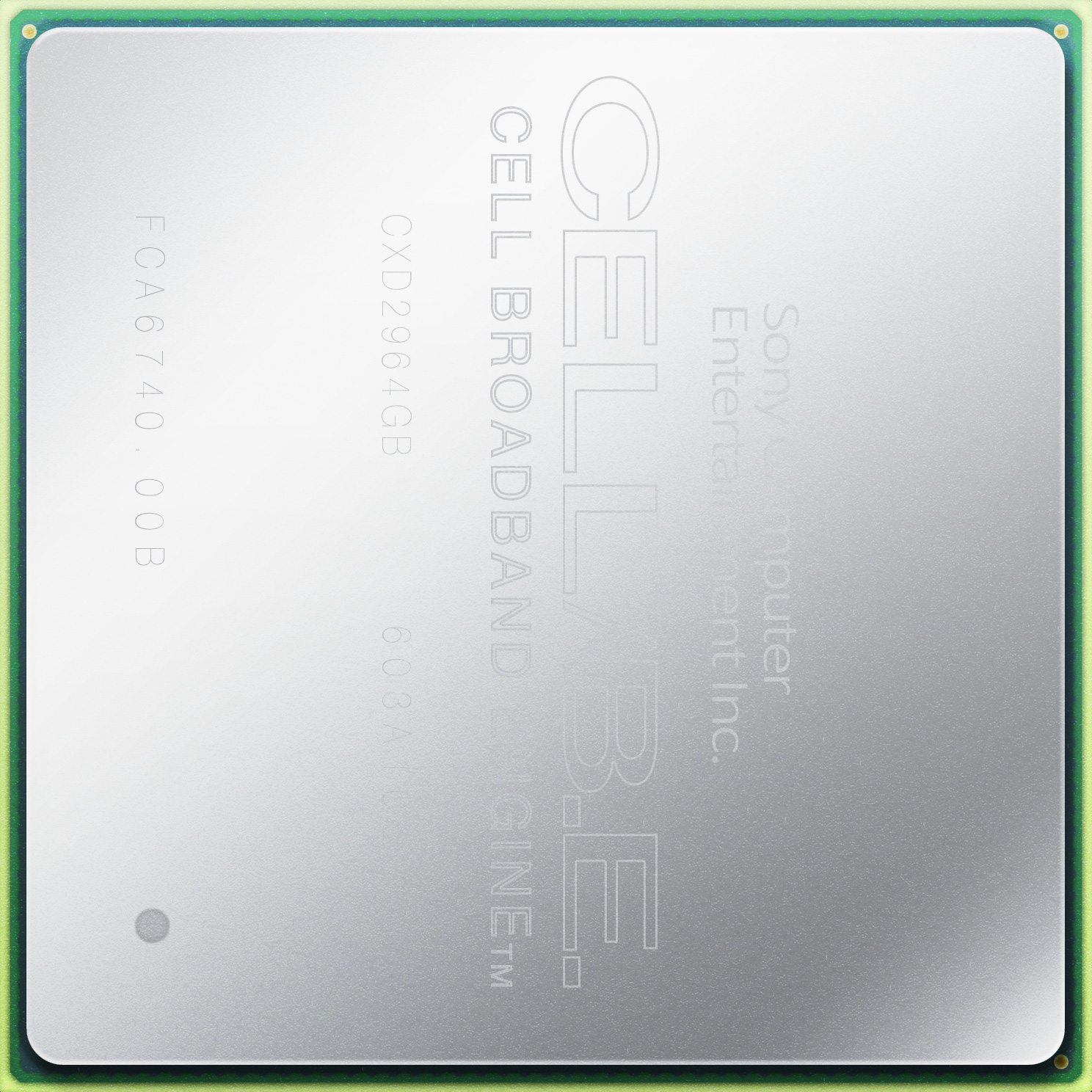
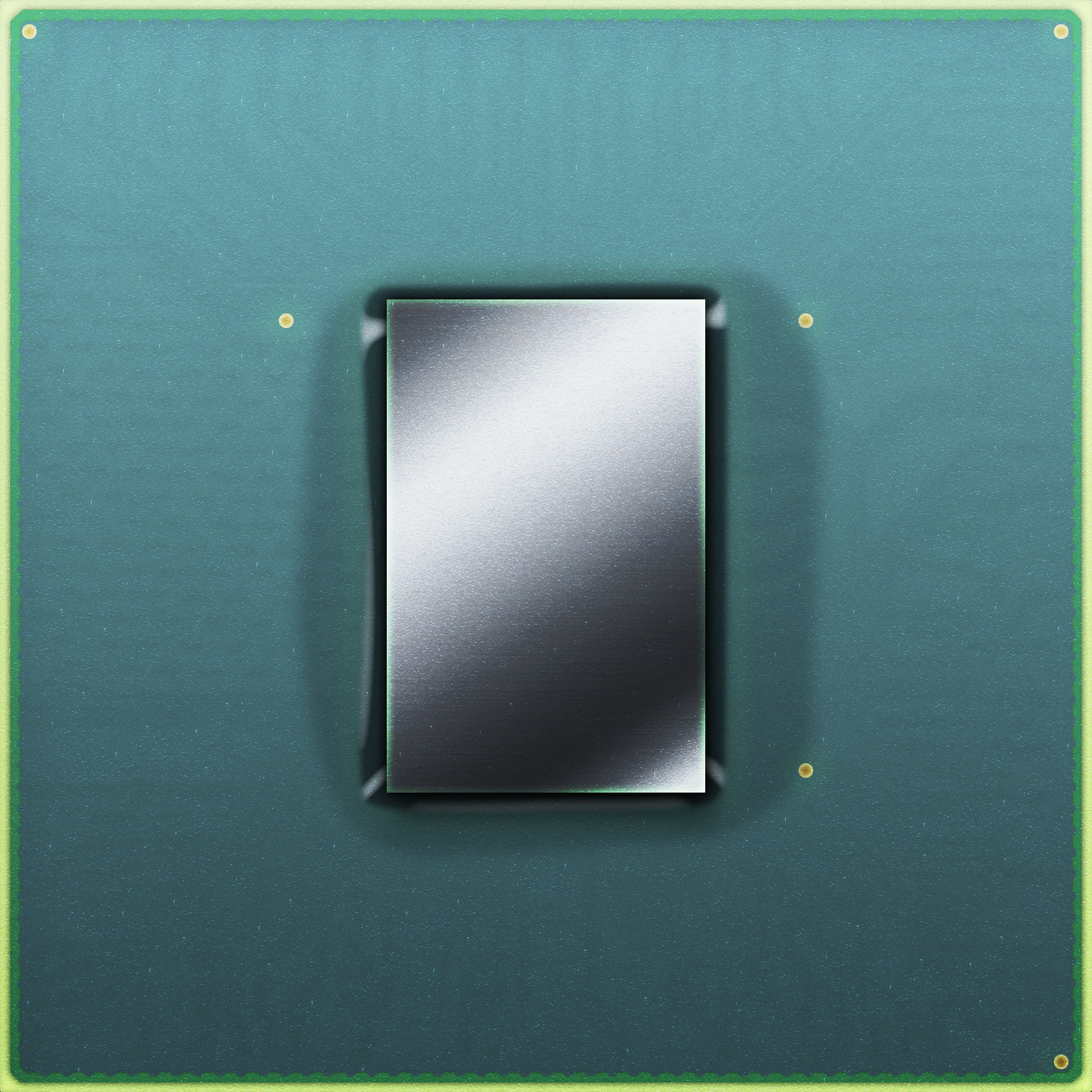
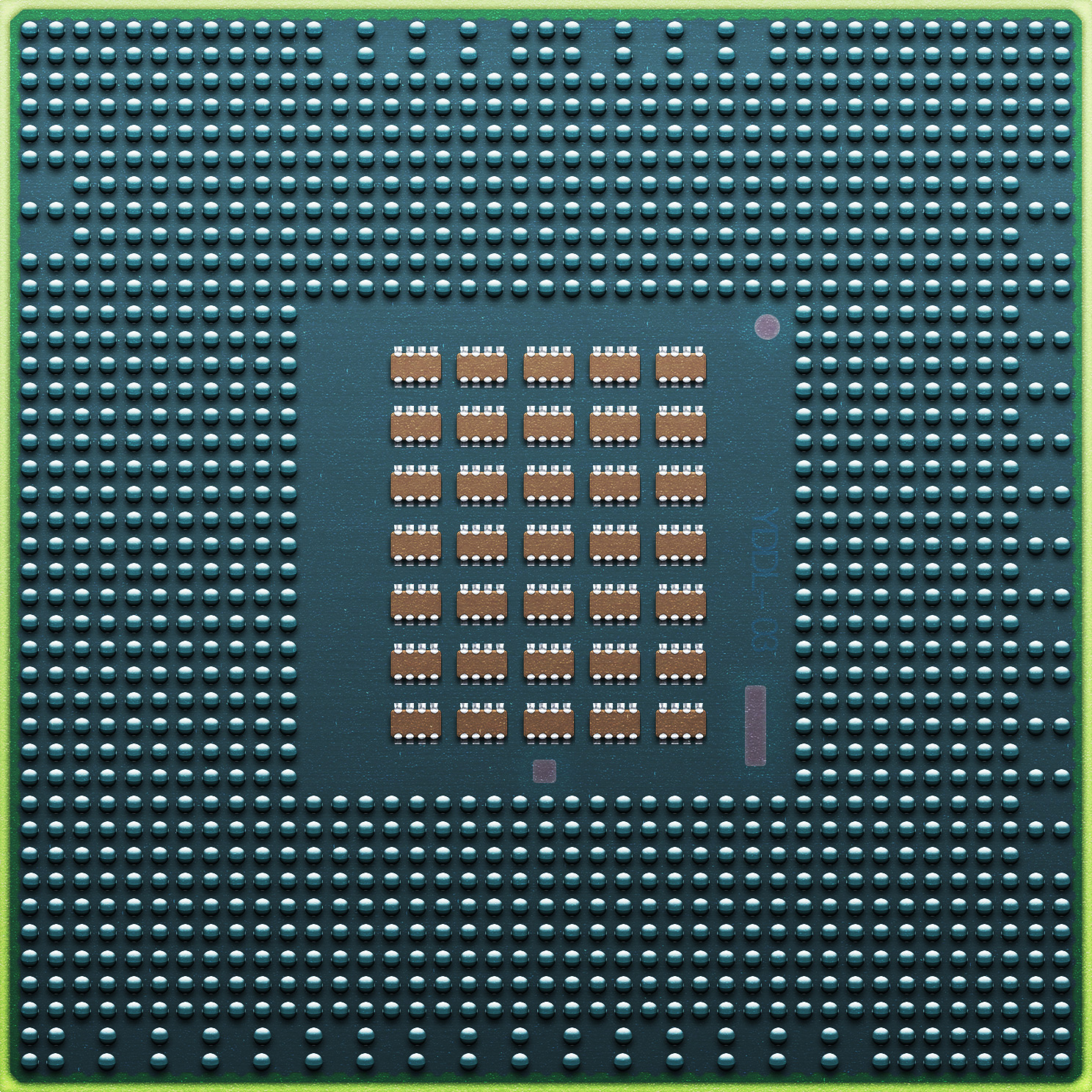
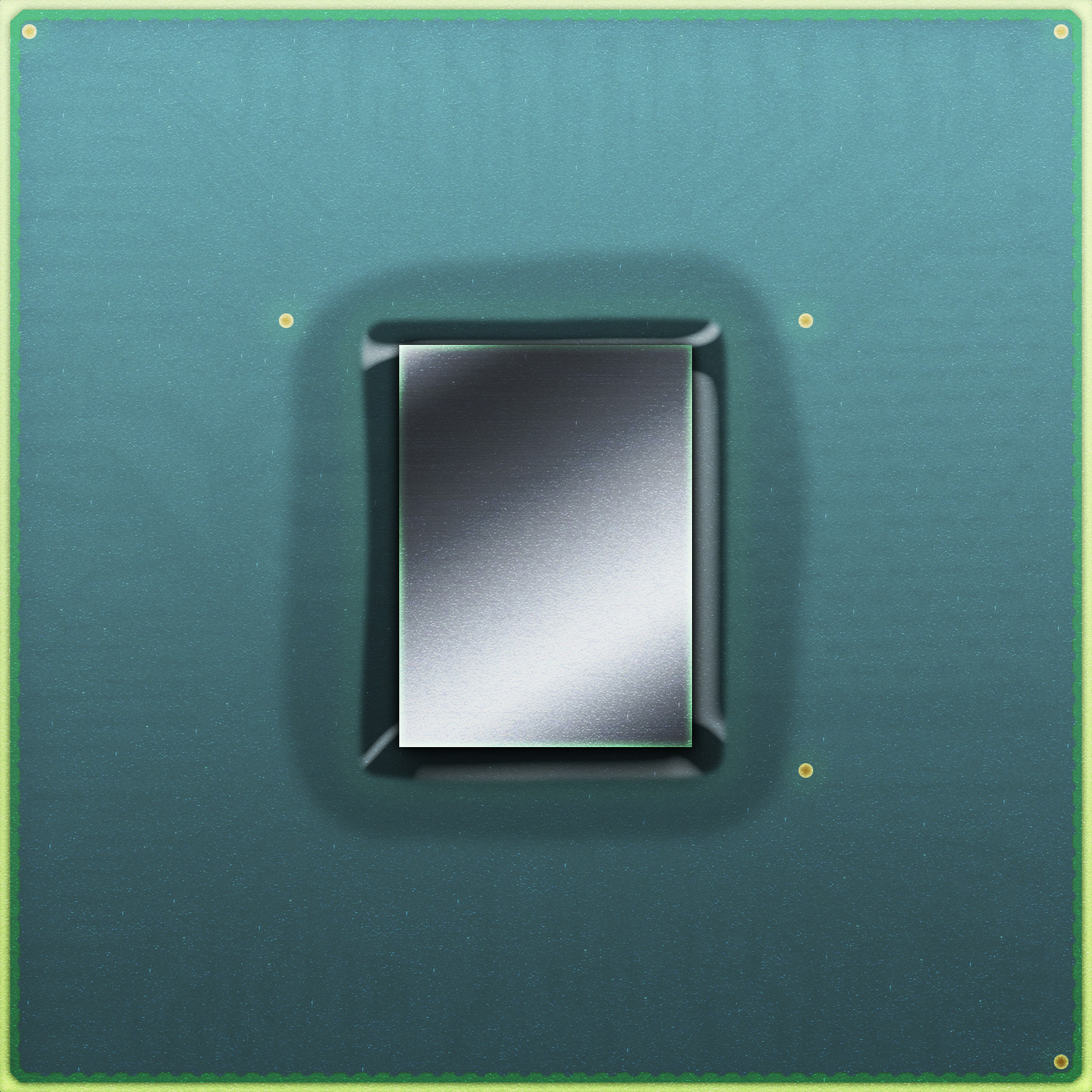
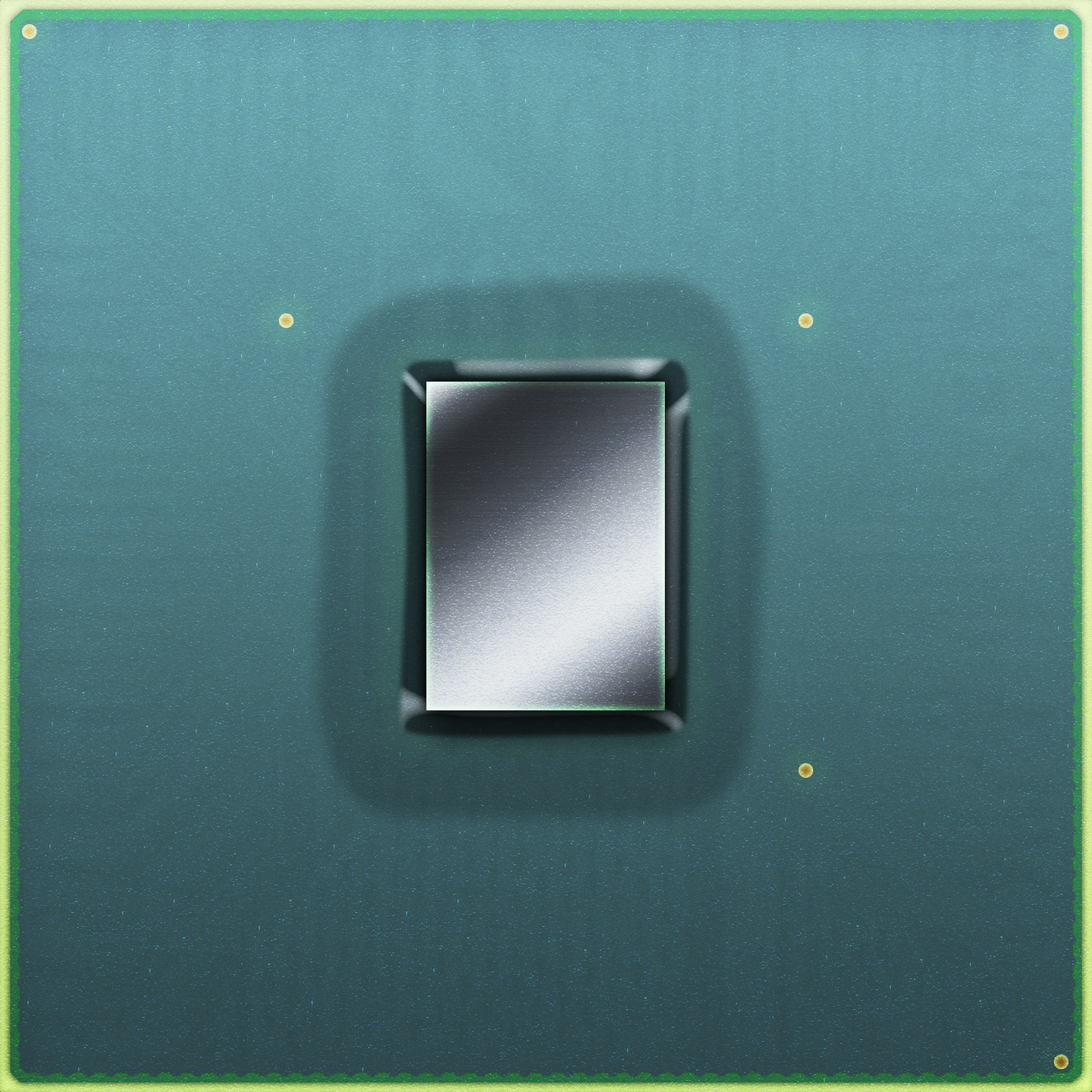
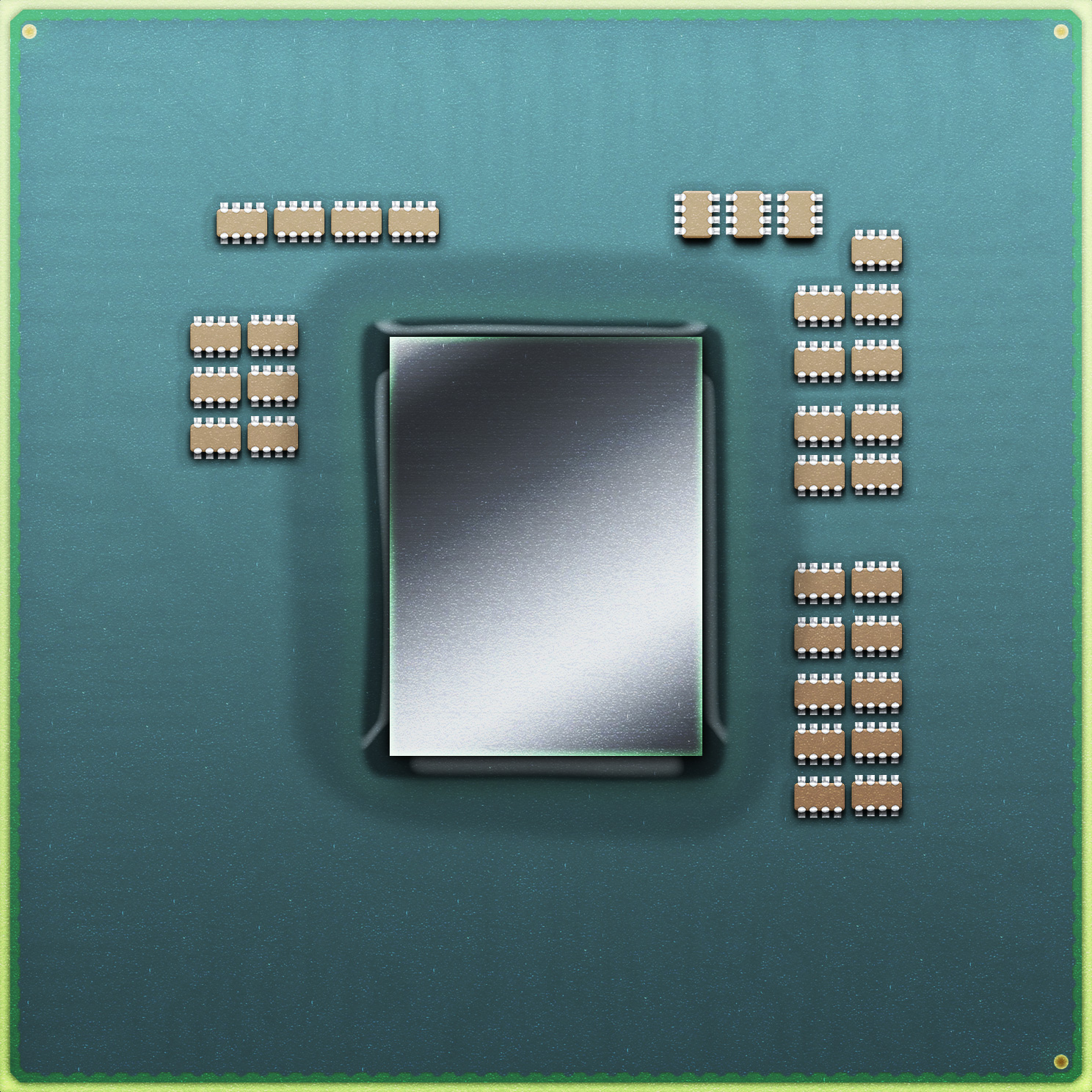